# Otukaia kiheiziebisu
Otukaia kiheiziebisu is een slakkensoort uit de familie van de Calliostomatidae. De wetenschappelijke naam van de soort is voor het eerst geldig gepubliceerd in 1939 door Otuka.